# Aliaga (Filippine)
Aliaga è una municipalità di quarta classe delle Filippine, situata nella Provincia di Nueva Ecija, nella regione di Luzon Centrale.
Aliaga è formata da 26 baranggay:
- Betes
- Bibiclat
- Bucot
- La Purisima
- Macabucod
- Magsaysay
- Pantoc
- Poblacion Centro
- Poblacion East I
- Poblacion East II
- Poblacion West III
- Poblacion West IV
- San Carlos

- San Emiliano
- San Eustacio
- San Felipe Bata
- San Felipe Matanda
- San Juan
- San Pablo Bata
- San Pablo Matanda
- Santa Monica
- Santiago
- Santo Rosario
- Santo Tomas
- Sunson
- Umangan